# Yago Lamela

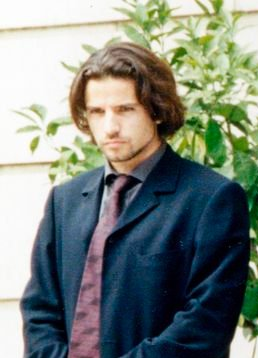
Yago Lamela, 1999

Santiago „Yago“ Lamela Tobio (* 24. Juli 1977 in Avilés; † vor oder am 8. Mai 2014 ebenda) war ein spanischer Weitspringer.

## Karriere
Das große Jahr des Yago Lamela war 1999. Bei den Hallenweltmeisterschaften in Maebashi lieferte er dem Kubaner Iván Pedroso einen großen und überaus spannenden Kampf. Lamela steigerte den spanischen Hallenrekord über 8,27 m und 8,42 m im letzten Versuch auf die damalige Europarekordweite von 8,56 m. Pedroso konterte mit 8,62 m im letzten Sprung des Wettbewerbs und gewann seinen vierten Titel in Folge. Lamela wurde mit Silber belohnt.
Nach diesem spannenden Wettkampf erwartete nicht nur die spanische Öffentlichkeit viel vom Weitsprungwettbewerb bei den Weltmeisterschaften in Sevilla, zumal Lamela im Juni in Turin mit 8,56 m einen spanischen Rekord aufgestellt hatte und damit seinen Hallenrekord im Freien bestätigen konnte. In einem hochklassigen Wettbewerb ging Lamela zuerst in Führung. Dann übernahm Pedroso die Führung mit 8,56 m, während dahinter drei Springer um die Medaillen kämpften. Lamela gewann mit 8,40 m aus dem vierten Versuch Silber vor Gregor Cankar (SLO) mit 8,36 m und Jai Taurima (AUS) mit 8,35 m. Pedroso aber gewann seinen dritten Titel hintereinander.
Bei den Olympischen Spielen 2000 blieb Lamela als 19. in der Qualifikation hängen. Vier Jahre später bei den Spielen in Athen wurde er Elfter im Vorkampf.
Nach einem relativ erfolglosen Jahr 2001 kam Lamela bei den Halleneuropameisterschaften 2002 in Wien zurück und belegte mit 8,17 m Platz zwei hinter seinem Landsmann Raúl Fernández. Bei den Europameisterschaften in München gewann Lamela mit 7,99 m Bronze hinter Oleksij Lukaschewytsch (UKR) und Siniša Ergotić (CRO).
Bei den Hallenweltmeisterschaften 2003 gewann Lamela Silber mit 8,28 m und einem Zentimeter Rückstand auf Dwight Phillips (USA). Im Sommer bei den Weltmeisterschaften gewann erneut Phillips vor James Beckford (JAM) und Lamela, der mit 8,22 m zehn Zentimeter Rückstand auf Gold hatte.
Am 8. März 2009 verlor er seinen Halleneuroparekord an den Deutschen Sebastian Bayer.
Yago Lamela war 1,78 m und wog zu Wettkampfzeiten 68 kg. Er studierte Computertechnik an der Universität Oviedo.
Lamela, der seine Karriere 2009 beendet hatte, wurde am 8. Mai 2014 abends in seinem Haus tot aufgefunden. Als Ursache wurde bei einer Autopsie ein Herzinfarkt festgestellt.